# Мануфактура Обюссон
Мануфактура Обюссон (фр. Manufacture d'Aubusson) — мануфактура по производству шпалер, основанная в XVII веке в городке Обюссон (регион Лимузен, центральная Франция).

## История

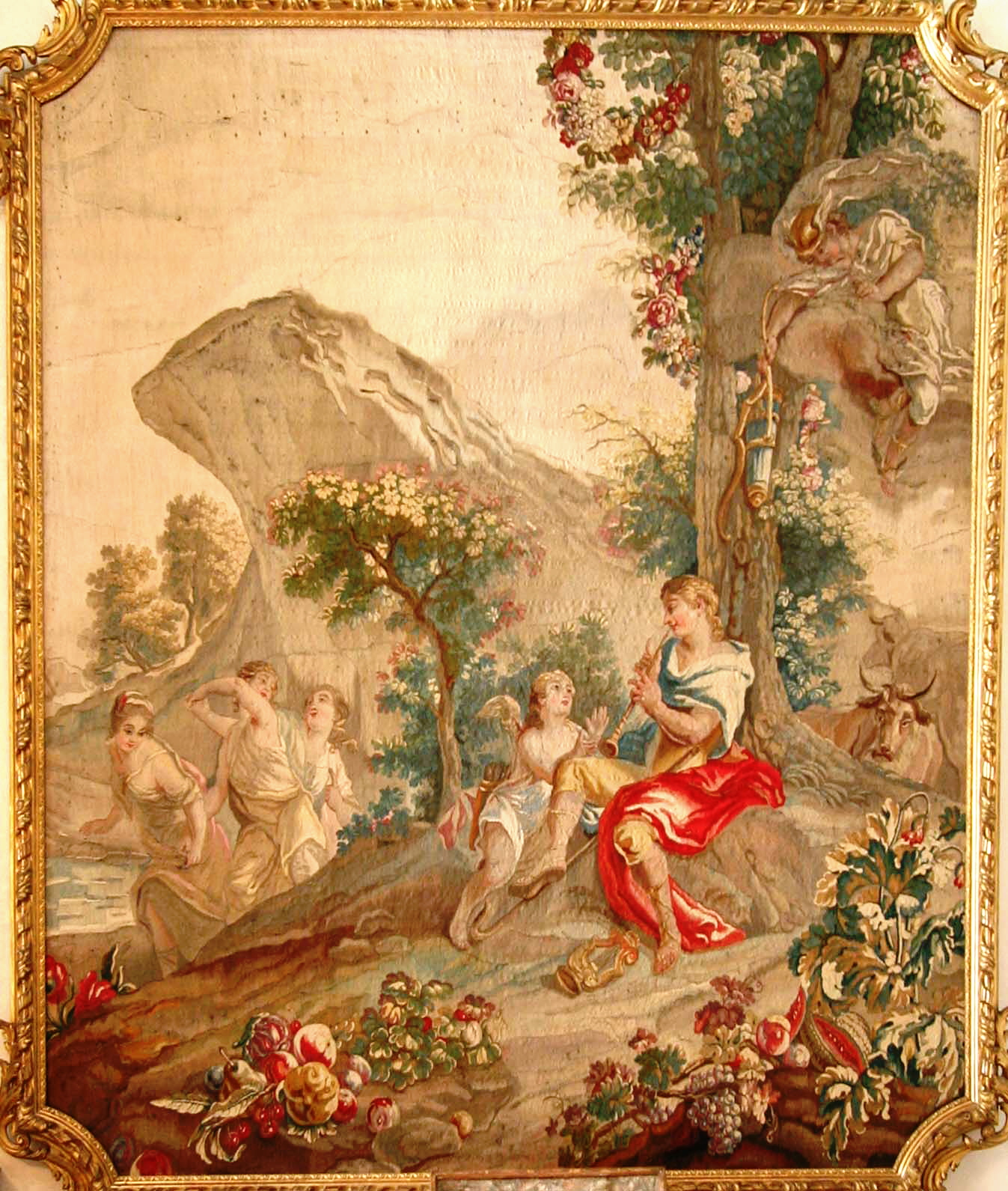
Обучение Аполлона. Шпалера по картону отца и сына Куапелей. Обюссон

В 1665 году в результате объединения ткацких мастерских Обюссона и соседнего с ним селения Феллетен (Felletin) при покровительстве короля Людовика XIV и министра финансов короля Жана-Батиста Кольбера была создана Королевская шпалерная мануфактура. Обюссон славился ткацкими мастерскими ещё с XII века, когда в этом регионе появились первые фламандские переселенцы из северных районов, многие из которых были потомственными ткачами.
Новая мануфактура была вынуждена конкурировать с королевскими мануфактурой Гобеленов и мануфактурой Бове и производством ворсовых ковров на мануфактуре Савоннери. Признание и известность продукции Обюссон принесла особая гладкая техника плетения. На мануфактуре производили шпалеры с цветочным орнаментом или сюжетными сценами по картонам выдающихся художников: А. Ватто, Ф. Буше, Ж.-Ж. Дюмона, К. Жилло, Н. Ланкре, Ж.-Б. Удри.
На мануфактуре использовали баслиссную технику плетения. В духе времени, отчасти в подражание фламандским шпалерам (вердюрам) и брюссельским коврам, фигурные сцены размещали на традиционном фоне из зелени, стилизованной листвы, на которую садятся птицы. Популярными были сцены охоты, сюжеты по «Метаморфозам» Овидия, басен Лафонтена.
Ранние обюссонские ковры, также как и изделия Савоннери, считались символами роскоши, богатства и изысканного вкуса. Их ткали из шёлка и натуральной овечьей шерсти. Ранние рисунки характерны приглушённой, «пастельной» гаммой, более поздние — яркими, насыщенными цветами. Со временем проявился характерный стиль, который отличался строгой геометрией рисунка: основное изображение располагалось медальоном в центре, а края оформляли с помощью орнаментального бордюра. В рисунках преобладали цветочные мотивы, геральдические элементы и гербы.
Со временем обозначилась основная особенность ковров Обюссона. Если парижские мануфактуры Гобеленов и Савоннери обслуживали главным образом потребности королевского двора и столичной аристократии, то продукция Обюссона была проще, ближе к традициям французской народной вышивки. Для рисунков использовали восточные мотивы в подражание «сарацинским коврам». В 1730—1770-х годах с переходом от стиля рококо к неоклассицизму, мотивы шинуазри постепенно уступали вердюрам и пасторалям в духе эпохи Просвещения.
На мануфактуре работали ткачи гугеноты, но после отмены Нантского эдикта о свободе вероисповедания 17 октября 1685 года Людовиком XIV мастера были вынуждены покинуть Францию. Технологию ткачества постепенно упрощали. С конца XVIII века на мануфактуре выпускали штоф (обивочные ткани для стен и мебели) с узкими полосами цветочных гирлянд и мелких розеток. С 1742 года — ковры для пола.
Мануфактура пережила подъём в годы ампира, но затем её популярность пошла на спад. Новая история шпалер «обюссон» началась в 1939 году с приходом на фабрику выдающегося французского художника Жана Люрса. Достижения позднего синтетического кубизма, пуризма и орфизма Люрса соединил с красочной фактурой шпалеры, а формы абстрактной живописи — с флоральными мотивами и символами Средневековья. Вслед за ним в Обюссоне стали работать М. Громер, Р. Дюфи и другие художники-модернисты. Их новаторскую продукцию со временем стали называть «новая таписерия».